# Niihama (Ehime)
Pour les articles homonymes, voir Niihama.
Niihama (新居浜市, Niihama-shi) est une ville située dans la préfecture d'Ehime, au Japon.

## Géographie

### Situation
Niihama est située dans le nord-est de la préfecture d'Ehime, au nord de l'île de Shikoku.

### Démographie
En mars 2022, la population de Niihama s'élevait à 116 052 habitants, répartis sur une superficie de 234,50 km2.

### Hydrographie
Niihama est bordée par la mer intérieure de Seto au nord.

### Climat
Niihama a un climat subtropical humide caractérisé par des étés chauds et des hivers frais avec de légères chutes de neige. La température moyenne annuelle à Niihama est de 13,2 °C. La pluviométrie annuelle moyenne est de 1 839 mm, septembre étant le mois le plus humide.

## Histoire
La région actuelle de Niihama éait située dans l'ancienne province d'Iyo et est habitée depuis la préhistoire.
Le village moderne de Niihama a été créé le 15 décembre 1889. Il a été élevé au statut de bourg le 1er janvier 1908. Le 3 novembre 1937, Niihama fusionne avec les villages de Kaneko et Takatsu pour former la ville de Niihama.

## Culture locale et patrimoine

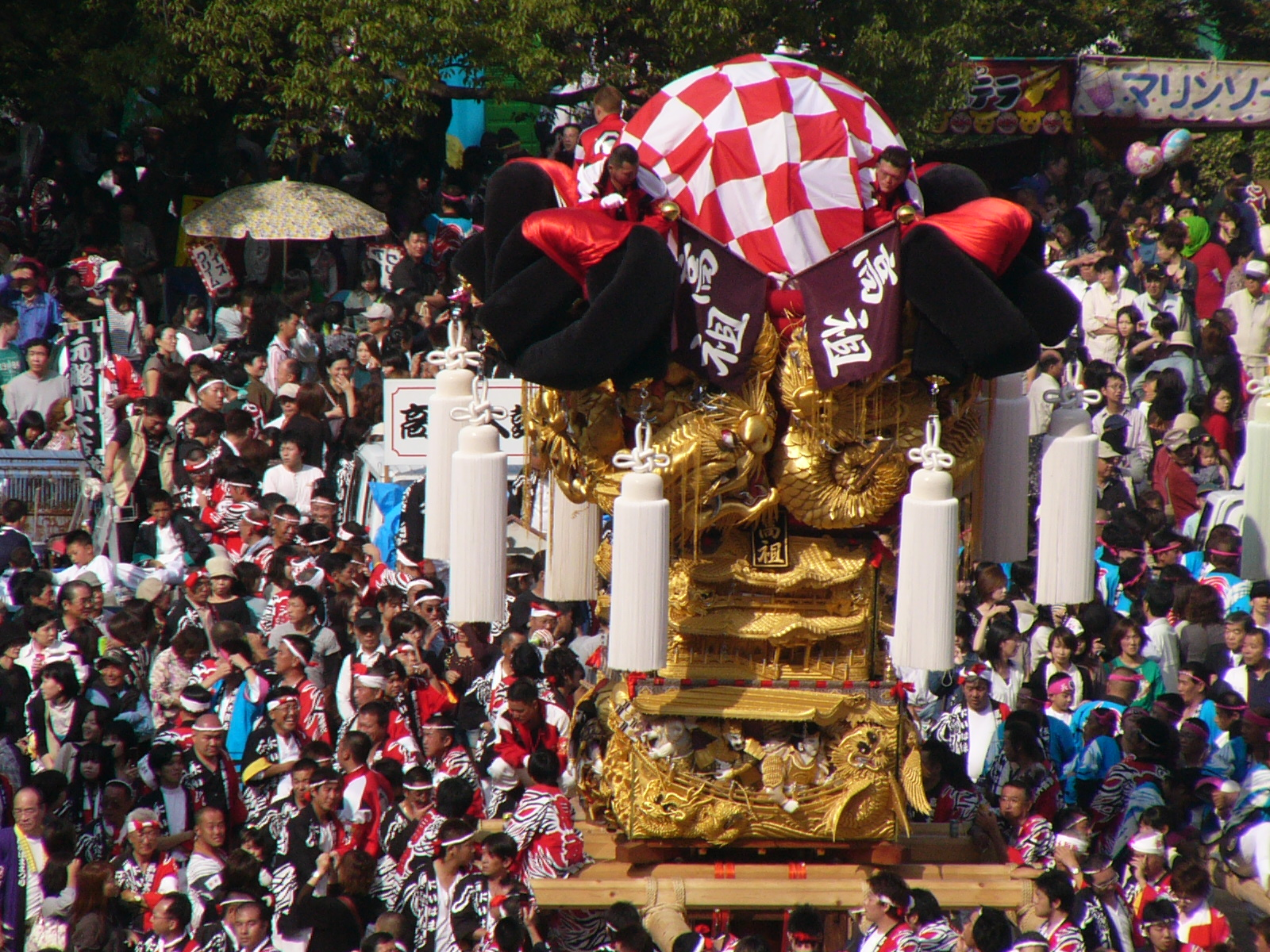
Niihama taiko matsuri.

- Zuiō-ji
- Niihama taiko matsuri[3]

## Transports
Niihama est desservie par la ligne Yosan de la JR Shikoku. La gare de Niihama est la principale gare de la ville.

## Jumelage
La ville est jumelée avec Dezhou en Chine.

## Honneur
L'astéroïde (220736) Niihama porte son nom.